# Lista de primeiros-ministros do Afeganistão
O primeiro-ministro do Afeganistão era o chefe de governo afegão. O cargo foi criado em 1927 como um funcionário nomeado pelo rei do Afeganistão. O titular serviu principalmente como conselheiro até o final do Reino do Afeganistão em 1973. Durante a década de 1980, o cargo era de chefe de governo. Foi abolido em 2002, mas foi retornando em 2021, quando Talibãs comandam o Afeganistão.

## Lista
Abaixo segue-se uma lista dos chefes de governo do Afeganistão:
(as datas em itálico indicam a continuação de facto do cargo)
| Nome                                                                                             | Nome                        | Nome | (Nascimento – Morte) | Início do mandato       | Fim do mandato          | Partido                                      |
| ------------------------------------------------------------------------------------------------ | --------------------------- | --- | -------------------- | ----------------------- | ----------------------- | -------------------------------------------- |
| Reino do Afeganistão (1926–1973)                                                                 |                             | |                      |                         |                         |                                              |
| 1                                                                                                | Shir Ahmad                  | | (1885–?)             | 25 de outubro de 1927   | janeiro de 1929         | Independente                                 |
| 1                                                                                                | Shir Ahmad                  | Primeiro-ministro; deposto | (1885–?)             |                         |                         |                                              |
| 2                                                                                                | Shir Giyan                  | | (?–1929)             | janeiro de 1929         | 1 de novembro de 1929   | Independente                                 |
| 2                                                                                                | Shir Giyan                  | Primeiro-ministro; deposto | (?–1929)             |                         |                         |                                              |
| 3                                                                                                | Mohammad Hashim Khan        | | (1885–1953)          | 1 de novembro de 1929   | 9 de maio de 1946       | Independente                                 |
| 3                                                                                                | Mohammad Hashim Khan        | Primeiro-ministro | (1885–1953)          |                         |                         |                                              |
| 4                                                                                                | Shah Mahmud Khan            | | (1890–1959)          | 9 de maio de 1946       | 7 de setembro de 1953   | Independente                                 |
| 4                                                                                                | Shah Mahmud Khan            | Primeiro-ministro | (1890–1959)          |                         |                         |                                              |
| 5                                                                                                | Mohammed Daoud Khan         | | (1909–1978)          | 7 de setembro de 1953   | 10 de março de 1963     | Independente                                 |
| 5                                                                                                | Mohammed Daoud Khan         | Primeiro-ministro | (1909–1978)          |                         |                         |                                              |
| 6                                                                                                | Mohammad Yusuf              | | (1917–1998)          | 10 de março de 1963     | 2 de novembro de 1965   | Independente                                 |
| 6                                                                                                | Mohammad Yusuf              | Primeiro-ministro | (1917–1998)          |                         |                         |                                              |
| 7                                                                                                | Mohammad Hashim Maiwandwal  | | (1919–1973)          | 2 de novembro de 1965   | 11 de outubro de 1967   | Independente                                 |
| 7                                                                                                | Mohammad Hashim Maiwandwal  | Partido Democrático Progressista | (1919–1973)          | 2 de novembro de 1965   | 11 de outubro de 1967   |                                              |
| 7                                                                                                | Mohammad Hashim Maiwandwal  | Primeiro-ministro | (1919–1973)          |                         |                         |                                              |
| –                                                                                                | Abdullah Yaqta              | | (1914–2003)          | 11 de outubro de 1967   | 1 de novembro de 1967   | Independente                                 |
| –                                                                                                | Abdullah Yaqta              | Primeiro-ministro interino | (1914–2003)          |                         |                         |                                              |
| 8                                                                                                | Mohammad Nur Ahmad Etemadi  | | (1921–1979)          | 1 de novembro de 1967   | 9 de junho de 1971      | Independente                                 |
| 8                                                                                                | Mohammad Nur Ahmad Etemadi  | Primeiro-ministro | (1921–1979)          |                         |                         |                                              |
| 9                                                                                                | Abdul Zahir                 | | (1910–1982)          | 9 de junho de 1971      | 12 de novembro de 1972  | Independente                                 |
| 9                                                                                                | Abdul Zahir                 | Primeiro-ministro | (1910–1982)          |                         |                         |                                              |
| 10                                                                                               | Mohammad Musa Shafiq        | | (1932–1979)          | 12 de novembro de 1972  | 17 de julho de 1973     | Independente                                 |
| 10                                                                                               | Mohammad Musa Shafiq        | Primeiro-ministro; deposto | (1932–1979)          |                         |                         |                                              |
| República do Afeganistão (1973–1978)                                                             |                             | |                      |                         |                         |                                              |
| Cargo abolido                                                                                    |                             | |                      |                         |                         |                                              |
| República Democrática do Afeganistão (1978–1987)                                                 |                             | |                      |                         |                         |                                              |
| 11                                                                                               | Nur Muhammad Taraki         | | (1917–1979)          | 1 de maio de 1978       | 27 de março de 1979     | Partido Democrático do Povo (Facção Khalq)   |
| 11                                                                                               | Nur Muhammad Taraki         | Presidente do Conselho de ministros | (1917–1979)          |                         |                         |                                              |
| 12                                                                                               | Hafizullah Amin             | | (1929–1979)          | 27 de março de 1979     | 27 de dezembro de 1979  | Partido Democrático do Povo (Facção Khalq)   |
| 12                                                                                               | Hafizullah Amin             | Presidente do Conselho de ministros; Assassinado | (1929–1979)          |                         |                         |                                              |
| 13                                                                                               | Babrak Karmal               | | (1929–1996)          | 27 de dezembro de 1979  | 11 de junho de 1981     | Partido Democrático do Povo (Facção Parcham) |
| 13                                                                                               | Babrak Karmal               | Presidente do Conselho de ministros | (1929–1996)          |                         |                         |                                              |
| 14                                                                                               | Sultan Ali Keshtmand        | | (1935–)              | 11 de junho de 1981     | 30 de novembro de 1987  | Partido Democrático do Povo (Facção Parcham) |
| 14                                                                                               | Sultan Ali Keshtmand        | Presidente do Conselho de ministros; primeiro mandato | (1935–)              |                         |                         |                                              |
| República do Afeganistão (1987–1992)                                                             |                             | |                      |                         |                         |                                              |
| 14                                                                                               | Sultan Ali Keshtmand        | | (1935–)              | 30 de novembro de 1987  | 26 de maio de 1988      | Partido Democrático do Povo (Facção Parcham) |
| 14                                                                                               | Sultan Ali Keshtmand        | Presidente do Conselho de ministros; primeiro mandato | (1935–)              |                         |                         |                                              |
| 16                                                                                               | Mohammad Hasan Sharq        | | (1925–)              | 26 de maio de 1988      | 21 de fevereiro de 1989 | Independente                                 |
| 16                                                                                               | Mohammad Hasan Sharq        | Presidente do Conselho de ministros | (1925–)              |                         |                         |                                              |
| 17                                                                                               | Sultan Ali Keshtmand        | | (1935–)              | 21 de fevereiro de 1989 | 8 de maio de 1990       | Partido Democrático do Povo (Facção Parcham) |
| 17                                                                                               | Sultan Ali Keshtmand        | Presidente do Conselho de ministros; segundo mandado | (1935–)              |                         |                         |                                              |
| 18                                                                                               | Fazal Haq Khaliqyar         | | (1934–2004)          | 8 de maio de 1990       | 15 de abril de 1992     | Partido Democrático do Povo (Facção Parcham) |
| 18                                                                                               | Fazal Haq Khaliqyar         | Partido da Pátria | (1934–2004)          | 8 de maio de 1990       | 15 de abril de 1992     |                                              |
| 18                                                                                               | Fazal Haq Khaliqyar         | Presidente do Conselho de ministros; resignou | (1934–2004)          |                         |                         |                                              |
| Estado Islâmico do Afeganistão (1992–2002)                                                       |                             | |                      |                         |                         |                                              |
| 19                                                                                               | Abdul Sabur Farid Kohistani | | (1952–2007)          | 6 de julho de 1992      | 15 de agosto de 1992    | Hezb-e Islami Gulbuddin                      |
| 19                                                                                               | Abdul Sabur Farid Kohistani | Primeiro-ministro | (1952–2007)          |                         |                         |                                              |
| Cargo vago                                                                                       |                             | |                      |                         |                         |                                              |
| 10                                                                                               | Gulbuddin Hekmatyar         | | (1947–)              | 17 de junho de 1993     | 28 de junho de 1994     | Hezb-e Islami Gulbuddin                      |
| 10                                                                                               | Gulbuddin Hekmatyar         | Primeiro-ministro; primeiro mandato | (1947–)              |                         |                         |                                              |
| –                                                                                                | Arsala Rahmani Daulat       | | (1937–2012)          | 28 de junho de 1994     | 1995                    | Organização Islâmica Dawah                   |
| –                                                                                                | Arsala Rahmani Daulat       | Primeiro-ministro interino | (1937–2012)          |                         |                         |                                              |
| –                                                                                                | Ahmad Shah Ahmadzai         | | (1944–)              | 1995                    | 26 de junho de 1996     | Organização Islâmica Dawah                   |
| –                                                                                                | Ahmad Shah Ahmadzai         | Primeiro-ministro interino | (1944–)              |                         |                         |                                              |
| 11                                                                                               | Gulbuddin Hekmatyar         | | (1947–)              | 26 de Junho de 1996     | 11 de agosto de 1997    | Hezb-e Islami Gulbuddin                      |
| 11                                                                                               | Gulbuddin Hekmatyar         | Primeiro-ministro; segunda posse; O Estado Islâmico continuou a ser o governo internacionalmente reconhecido, apesar de controlar apenas cerca de 10% do território afegão | (1947–)              |                         |                         |                                              |
| 12                                                                                               | Abdul Rahim Ghafoorzai      | | (1947–1997)          | 11 de agosto de 1997    | 21 de agosto de 1997    | Independente                                 |
| 12                                                                                               | Abdul Rahim Ghafoorzai      | Primeiro-ministro; morto em um acidente de avião | (1947–1997)          |                         |                         |                                              |
| Cargo abolido                                                                                    |                             | |                      |                         |                         |                                              |
| Emirado Islâmico do Afeganistão (1996–2001; 2021–presente)                                       |                             | |                      |                         |                         |                                              |
|                                                                                                  | Mulá Mohammad Rabbani       | | (1955–2001)          | 27 de setembro de 1996  | 13 de abril de 2001     | Talibã                                       |
| Chefe Adjunto do Conselho Supremo; primeiro-ministro; vice-líder do Talibã; morreu no escritório | Mulá Mohammad Rabbani       | | (1955–2001)          |                         |                         |                                              |
|                                                                                                  | Mawlawi Abdul Kabir         | | (1958–)              | 16 de abril de 2001     | 13 de novembro de 2001  | Talibã                                       |
| Chefe Adjunto do Conselho Supremo; atual primeiro-ministro; deposto                              | Mawlawi Abdul Kabir         | | (1958–)              |                         |                         |                                              |
| Cargo abolido                                                                                    |                             | |                      |                         |                         |                                              |
|                                                                                                  | Mulá Mohammad Hassan Akhund | | (1945/1958–)         | 7 de setembro de 2021   | No cargo                | Talibã                                       |
| Atual primeiro-ministro interino                                                                 | Mulá Mohammad Hassan Akhund | | (1945/1958–)         |                         |                         |                                              |